# Indes occidentales danoises
Pour les articles homonymes, voir Indes occidentales.
1754–1917
Entités précédentes :
- Compagnie danoise des Indes occidentales

Entités suivantes :
- Îles Vierges des États-Unis

Les Indes occidentales danoises ((da) Dansk Vestindien), ou Antilles danoises, sont une ancienne colonie du Danemark dans les Antilles, connue aujourd'hui sous le nom des Îles Vierges des États-Unis.

## Histoire
Après un premier essai entre 1665 et 1667, La Compagnie danoise des Indes occidentales et de Guinée s'établit sur l'île de Saint-Thomas en 1672, s'étendant jusqu'à l'île Saint-John en 1683 (une annexion conflictuelle avec le Royaume-Uni jusqu'en 1718), et racheta l'île de Sainte-Croix à la Compagnie française des Indes occidentales le 15 juin 1733. En 1754, les îles furent revendues au roi du Danemark, devenant ainsi des colonies royales danoises administrées par un gouverneur.
Pour exploiter les îles avec les plantations de canne à sucre, le royaume du Danemark, comme les autres puissances européennes, importe des esclaves en provenance d'Afrique dès 1673. Les dures conditions entraînèrent en 1733 une révolte qui fut lourdement réprimée. 

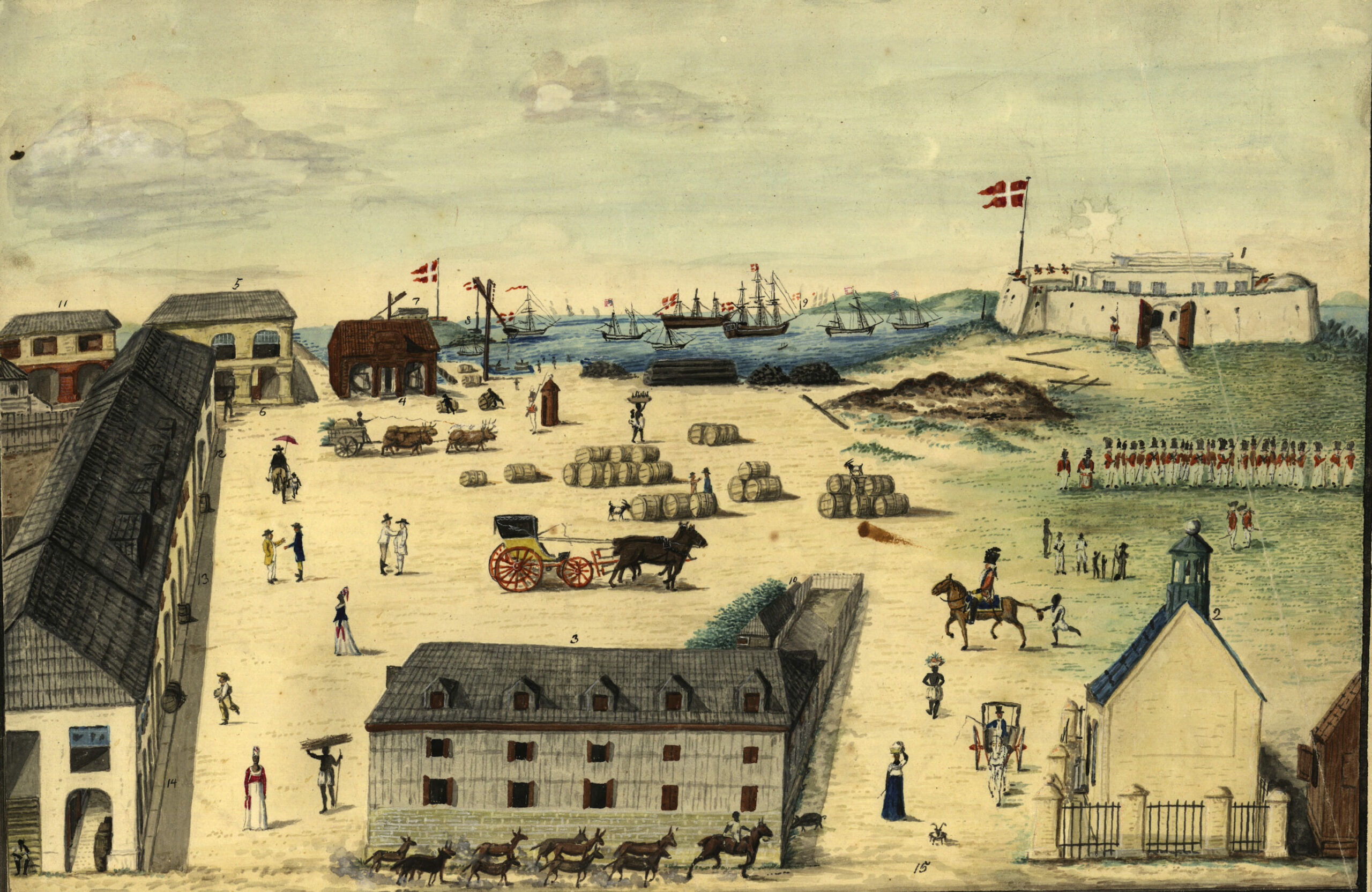
La place du port de Christiansted, dans la colonie danoise de Sainte-Croix, vers 1815.

Pendant les guerres napoléoniennes, les îles furent occupées par les Britanniques ; d'abord de mars 1801 jusqu'au 27 mars 1802, puis de décembre 1807 jusqu'au 20 novembre 1815, où elles furent rendues au Danemark.

En 1792, le Danemark se donne un délai de 10 ans pour interdire la traite négrière dans ses possessions, devenant le premier pays à prendre cette décision,, mais l'esclavage ne sera lui aboli sur les îles antillaises danoises qu'en 1848. L'économie des îles, basée sur la culture de la canne à sucre, périclite alors ; de nombreux colons quittent les îles et le royaume danois se désintéresse alors de ses possessions antillaises.

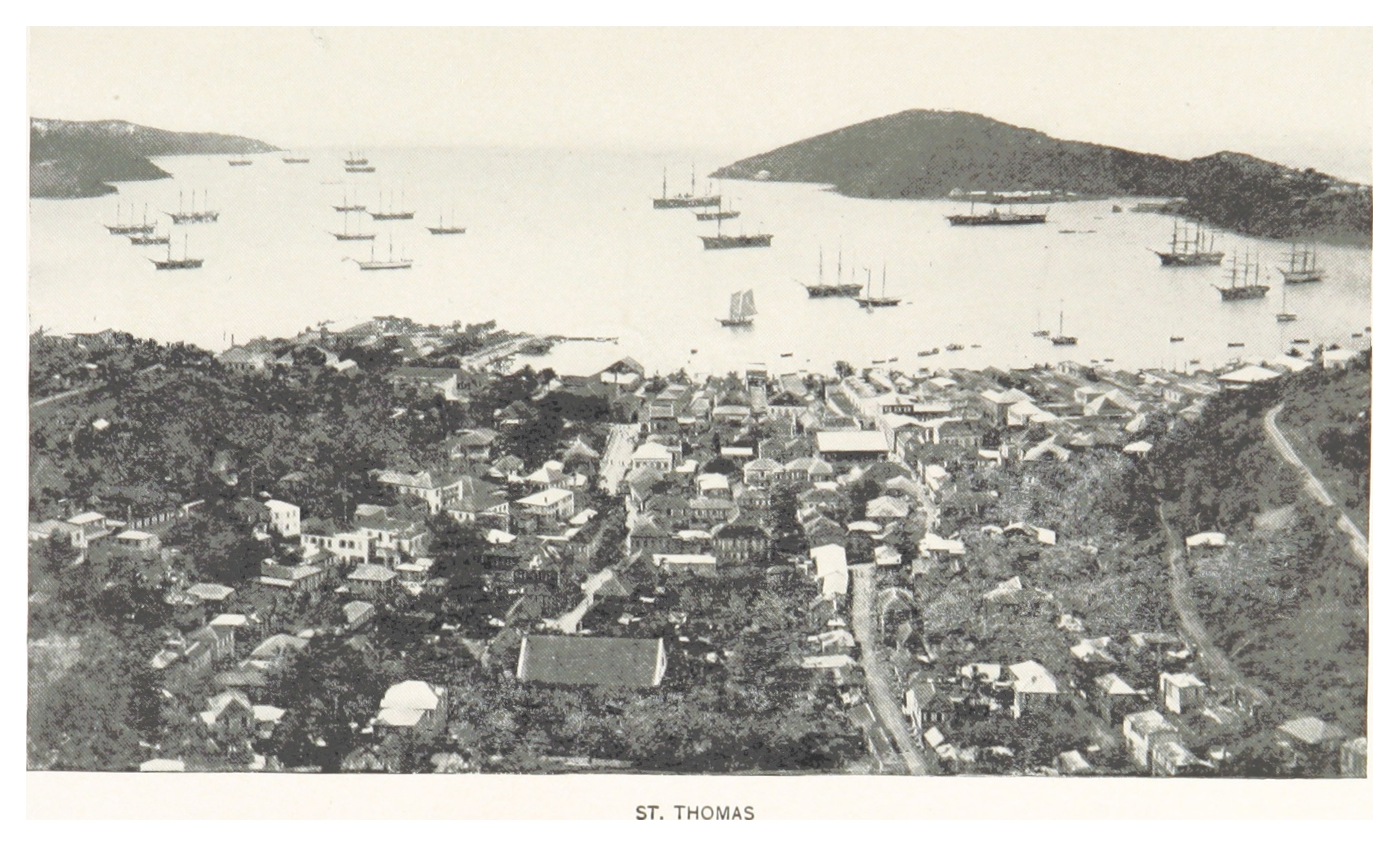
Charlotte-Amélie en 1893.

Le peintre Camille Pissarro naît le 10 juillet 1830 sur l'île Saint-Thomas, où ses parents possédaient une entreprise florissante de quincaillerie dans le port de Charlotte-Amélie. Cela lui confère la nationalité danoise, qu'il gardera toute sa vie.
Le 12 décembre 1916, les îles furent vendues contre 25 millions de dollars US aux États-Unis d'Amérique (l'équivalent de
587 millions de dollars actuels), intéressés par leur position stratégique proche du canal de Panama. L'administration danoise se termina officiellement le 31 mars 1917.
Avant 1917, les langues parlées étaient un créole français proche de celui de Sainte-Lucie, l'anglais et l'espagnol, mais le danois était peu parlé, et surtout utilisé dans l'administration.

## Monnaie
Le rigsdaler danois y circule dès le début du XVIIe siècle, avec des émissions spécifiques à partir de 1740. Sont alors frappées des monnaies en cuivre et en argent, de 1, 2, 6, 10, 12, 20 et 24 skilling. Sur les monnaies apparaît la mention en danois Dansk Amerik Mynt. À compter de 1859, le Danemark introduit de nouvelles émissions libellées en bit et cent, avec 5 bit = 1 cent et 100 cent = 1 rigsdaler d'argent. Après 1875, la couronne danoise y circule, conjointement avec le daler des Indes occidentales danoises, nécessitant la production de frappes spécifiques : des pièces de 1/2, 1, 5, 10, 20, et 40 cent, et de 4 et 10 dalers en or. L'alignement sur le francs français s'opère en 1904, avec 5 dalers = 5 francs, ce qui vaut au change sur Copenhague 3,60 couronnes danoises (1 FFr = 0,72 øre). 
Des billets de banque sont imprimés à partir de 1849, d'abord par le Trésor danois, pour des valeurs de 2, 3, 5, 10, 50 et 100 dalers. En 1905, la Dansk-Vestindiske Nationalbank émet des billets pour des valeurs de 5, 10, 20 et 100 francs, portant également des montants en couronnes danoises, soit 3,6, 7,2, 14,4 et 72 kroner.

## Philatélie
Le premier timbre-poste des Indes occidentales danoises, ou Antilles danoises, date de 1856. Il représente les mêmes armoiries que les timbres de la métropole, mais valant alors 3 öre (cents) et avait une couleur carmin foncée sur un papier jaunâtre. Un burelage jaune de ligne ondulées recouvre le timbre. Une impression de 1866 fut sur papier blanc avec un changement de direction du burelage et en 1872 les timbres furent perforés. En 1873, une nouvelle valeur faciale de 4 c en bleu mat fut produite.
1874 a vu les premières séries comme celles au Danemark du 1 c jusqu'au 50 c ; tous étaient bicolores. Certains petites valeurs faciales sont tête-bêches.
Inévitablement, pour des lointaines petites colonies, les Indes occidentales danoises ont manqué  périodiquement de valeurs populaires, et l'administration coloniale a dû improviser. Une surtaxe de 1 c, a ainsi été imprimé sur les 7 c en 1887, et une surtaxe de 10 c sur les 50 c en 1895. Un approvisionnement supplémentaire de séries avec de nouvelles couleurs arriva entre 1896 et 1901.
Les 1 c et 5 c d'une seule couleur furent produits en 1900, pour satisfaire aux règlements de l'Union postale universelle. Des manques de 2 c et 8 c menèrent à plus de surcharges en 1902, corrigés l'année suivante par une série de valeurs utilisant le dessin de 1900. L'affranchissement dû apparut en 1902.
En 1905, la monnaie changea pour les bits et les francs, ce qui entraîna de nouveaux timbres. Les valeurs depuis 5 b jusqu'à 50 b eurent le profil du roi Christian IX, tandis que les 1 fr, 2 fr et 5 fr représentant le navire à voile Ingolf au port de Saint Thomas. De nouveaux droits d'affranchissement ont été aussi exigés. Des 5 b supplémentaires furent produits par surcharge des anciens timbres.
Une série définitive de 1907 représente Frédéric VIII, suivie en  1915 par une série de Christian X.

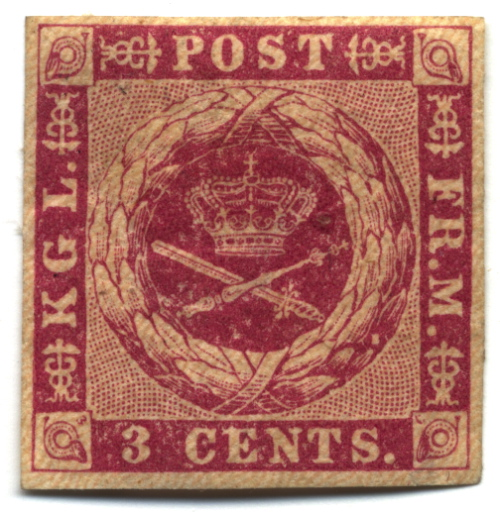
3 cents, 1866
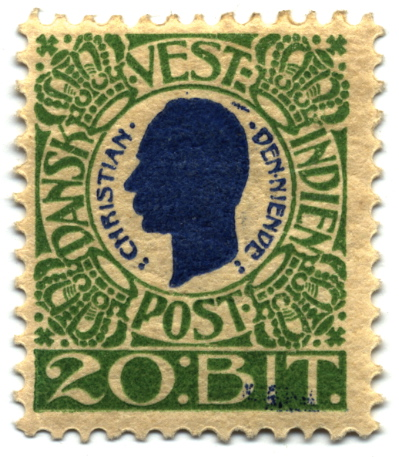
20 bits, 1905